# Кциня (гміна)
Гміна Кциня (пол. Gmina Kcynia) — місько-сільська гміна у північній Польщі. Належить до Накельського повіту Куявсько-Поморського воєводства.
Станом на 31 грудня 2011 у гміні проживало 13696 осіб.

## Площа
Згідно з даними за 2007 рік площа гміни становила 297.02 км², у тому числі:
- орні землі: 71.00%
- ліси: 20.00%

Таким чином, площа гміни становить 26.51% площі повіту.

## Населення
Станом на 31 грудня 2011:
| Опис     | Загалом | Загалом | Чоловіки | Чоловіки | Жінки | Жінки |
| -------- | ------- | ------- | -------- | -------- | ----- | ----- |
| одиниця  | осіб    | %       | осіб     | %        | осіб  | %     |
| все      | 13696   | 100     | 6891     | 50.31    | 6805  | 49.69 |
| міське   | 4735    | 100     | 2327     | 49.14    | 2408  | 50.86 |
| сільське | 8961    | 100     | 4564     | 50.93    | 4397  | 49.07 |

## Сусідні гміни
Гміна Кциня межує з такими гмінами: Ґоланьч, Накло-над-Нотецем, Садкі, Шубін, Вапно, Вижиськ, Жнін.